# Колантуоно (Кампобасо)
Колантуоно је насеље у Италији у округу Кампобасо, региону Молизе.
Према процени из 2011. у насељу је живело 38 становника. Насеље се налази на надморској висини од 643 м.